# Kőröshegyi völgyhíd
A Kőröshegyi völgyhíd egy híd az M7-es autópályán, Magyarország leghosszabb hídja, és Közép-Európa legnagyobb viaduktja.  A Balaton déli partjával párhuzamosan, a Somogy vármegyei Zamárdi és Balatonszárszó között halad, Kőröshegy déli szomszédságában. Az 1872 méteres hidat 2007. augusztus 8-án adták át a forgalomnak.
Az M7-es autópálya Zamárdi–Balatonszárszó szakaszának nyomvonalkijelölése hosszú időt vett igénybe. A kiválasztott nyomvonalat – és annak részeként a völgyhíd megépítésének szükségességét – számos kritika érte, elsősorban magas költségei miatt; ennek elsődleges oka, hogy az engedélyeztetés jogszabályi háttere miatt a gazdaságossági szempontokat felülírták az önkormányzati érdekek. Maga a műtárgy ugyanakkor vitathatatlanul egyedülálló mérnöki alkotás, melynek építése során csúcstechnológiákat alkalmaztak.

## Története

### Nyomvonalkijelölés
Az M7-es autópálya Zamárdi–Balatonszárszó közötti szakaszának nyomvonalkijelölése már az 1970-es években is napirenden volt.
1991-ben az UVATERV Zrt. tanulmánytervet készített a lehetséges nyomvonalváltozatokra, mely 3 elvi változatot tartalmazott:
- A Balaton partjától 2–3 kilométerre húzódó változat Balatonföldvár és Kőröshegy települések között vezetett volna. A tervező és az Autópálya Igazgatóság ezt tartotta a legkedvezőbbnek és legköltséghatékonyabbnak; a lakossággal csak ezt a változatot egyeztették. Ez a nyomvonal azonban lakott területet átvágva haladt volna, ezért az érintett önkormányzatok nem járultak hozzá (abban az esetben sem, ha föld alá süllyesztették volna), ennek hiányában pedig nem kaphatott építési engedélyt.
- A parttól 5–10 kilométerre húzódó változatot, amely a kőröshegyi völgyhidat is tartalmazta, az önkormányzatok is elfogadtak.
- A parttól legtávolabb, 15–20 kilométerre vezető változat kidolgozására a tervezők nem kaptak megbízást, mivel ez túl nagy kerülőt jelentett volna, és számos egyéb nehézséggel járt volna.[2][3][4][5]

1996-ban az érintett lakosság elfogadta a kőröshegyi völgyhidas változatot, és a Közlekedési Felügyelet kiadta az engedélyt az autópálya-szakasz megépítésére, ezt azonban egy természetvédő szervezet megtámadta, az erdészeti hatóság pedig megtagadta az erdőművelési ág megváltoztatását (azaz az erdőirtást egy 3,5 kilométeres szakaszon). Ezek az eljárások 2000-ig nem zárultak le.
Az Állami Autópálya-kezelő Zrt. 1999-ben megvalósíthatósági vizsgálatot készíttetett az 1991-es tervek felülvizsgálatára, hogy a völgyhidas változathoz képest költségmegtakarítás legyen elérhető. A felkért szakértői csoport a legköltségesebb, alagutas változatot minősítette legcélszerűbbnek, de kidolgozott egy olyan alternatív nyomvonalváltozatot is, amely „elkerülte Kőröshegy települést, a szükséges híd és az alagút hossza fele volt a völgyhídnak és 7-13 m magasan keresztezhető volt az a völgy, amelyet a völgyhidas változat 70-80 m magasan ível át. A szakértői tanulmány szerint ez a nyomvonal a lakossági elfogadottság és tájvédelem szempontjából jobb paraméterekkel rendelkezett a völgyhidas megoldásnál. 2000. szeptemberben megállapodás született az érintett önkormányzatok és a NIF Zrt. részéről arról, hogy a szakértői tanulmányban szereplő nyomvonal továbbfejlesztett változatának továbbtervezését támogatják. Megállapodtak abban is, hogy amennyiben ez ellehetetlenül, akkor a völgyhidas változatot kölcsönösen elfogadják. Kőröshegy Község Önkormányzat Képviselő-testülete a szakértők által kidolgozott nyomvonalat és annak továbbfejlesztett változatát nem tárgyalta meg, azokról elutasító határozatot nem hozott. 2001 elején Kőröshegy önkormányzata azt jelezte, hogy az új nyomvonalváltozat ellentétes a község 1996-ban elfogadott rendezési tervével, és a lakossággal csak a völgyhidas változatot egyeztették”.
2001 után a NIF Zrt. megbízásából már csak a völgyhidas és egy alagutas változat egyeztetése és tervezése zajlott, utóbbival kapcsolatban azonban számos tervezési, építési és üzemeltetési probléma merült fel, így azt elvetették, és a völgyhidas változatot nyújtották be engedélyezésre. A környezetvédelmi engedélyt 2002. április 8-án adta ki a Nyugat-Dunántúli Környezetvédelmi Felügyelőség. A teljes autópálya-szakasz építési engedélyét 2003 végén adták ki.
A nyomvonal kiválasztásáról és ezáltal a híd szükségességéről megoszlanak a vélemények. Fölöslegesnek nevezte a híd megépítését Vörös Attila, a BME Út- és Vasútépítési Tanszékének tudományos főmunkatársa és Kálnoki-Kiss Sándor volt közlekedési államtitkár-helyettes, míg a híd építését vezető Orosz Károly mérnök szerint a hagyományos, híd nélküli megoldás a híd költségének „nagyságrendileg a tizede lett volna”. Az Index információi szerint a területszerzés nehézségei is szerepet játszottak a nyomvonal kijelölésében.
Az Állami Számvevőszék 2008 nyarán adta ki a 2007-ben befejeződő autópálya-beruházások ellenőrzéséről szóló jelentését, melyben többek között az M7-es autópálya Zamárdi–Balatonszárszó szakaszát is vizsgálta a Kőröshegyi völgyhíddal. A jelentés – arra hivatkozva, hogy a 2000-ben kidolgozott alternatív nyomvonalváltozat úgy halt el, hogy az érintett önkormányzat képviselő-testülete meg sem tárgyalta – arra a következtetésre jutott, hogy „a Kőröshegyi völgyhíd megépítésére vonatkozó döntés műszaki, gazdaságossági, természetvédelmi és településrendezési megalapozottsága mindezek alapján nem igazolt.” A NIF Zrt. álláspontja szerint „a nyomvonalat nem a gazdaságosság, hanem a környezetvédelmi, az önkormányzati és egyéb (hatósági, szakhatósági, kezelői) szempontok határozzák meg”; konkrétabban „a magyarországi nyomvonalas létesítmény engedélyezések jogszabályi háttere nem a hatékony közpénzfelhasználás, költségoptimalizálás követelményeit tartotta elsődlegesnek, ezért a Zamárdi–Balatonszárszó közötti szakasz végleges nyomvonal kiválasztásánál az önkormányzati érdekek érvényesültek”.

### Tervezés és építés

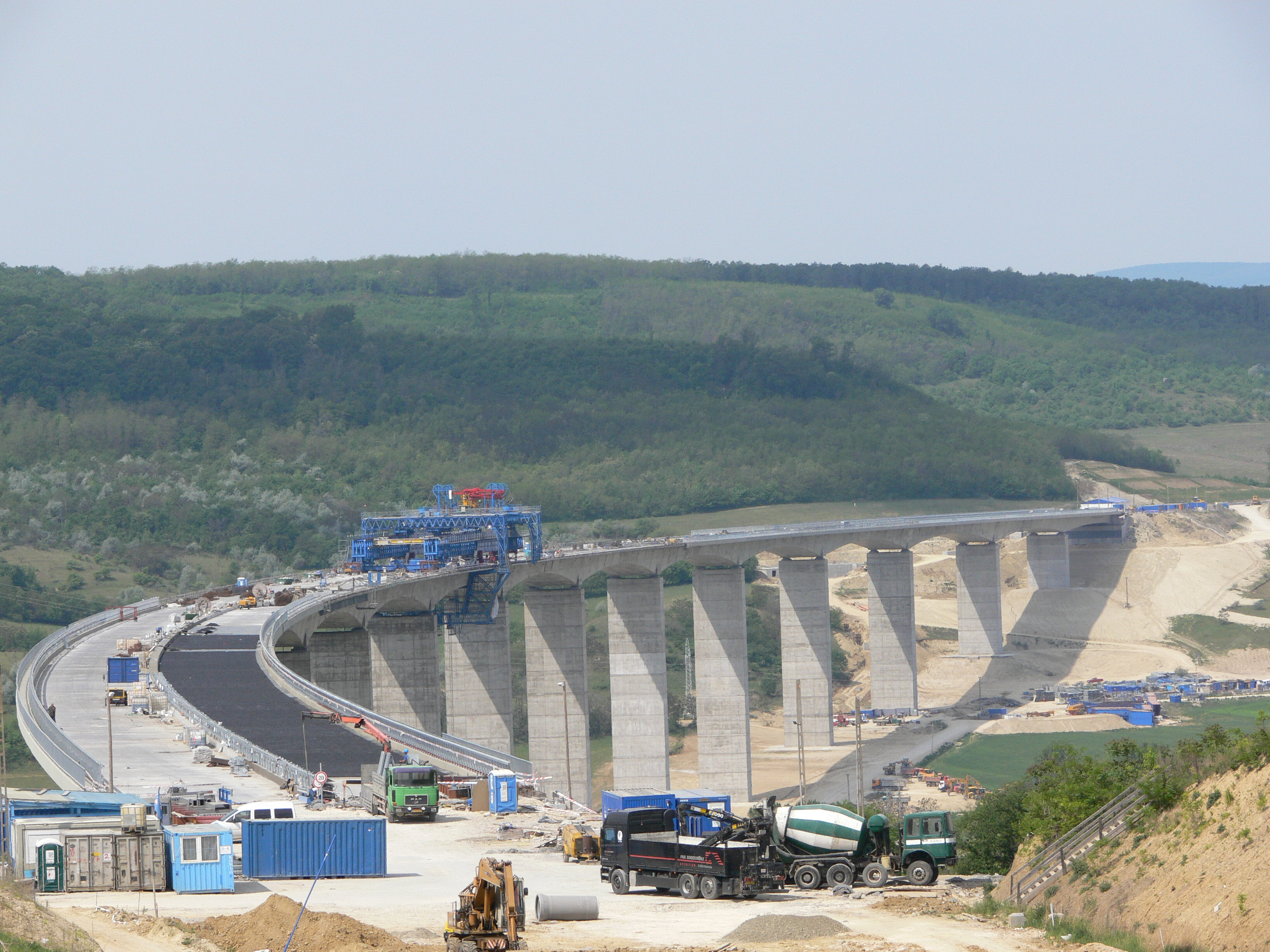
A Kőröshegyi völgyhíd építése

A híd engedélyezési terveit a Pont-TERV Zrt. készítette. A kiviteli tervek elkészítését felelős tervezőként a Hídépítő Zrt. (Wellner Péter, felszerkezeti tervek) és társtervezőként a Pont-TERV Zrt. (Pozsonyi Iván elnök-igazgató, hídépítő mérnök) végezte.
2002-ben a Nemzeti Autópálya Rt. már lényegében lezárta a kivitelezési szerződést a Vegyépszer–Ganz Acélszerkezetek kettőssel az autópálya-szakasz és az acélszerkezetű híd megépítéséről, a szerződést azonban az országgyűlési választás után már nem írták alá. A Medgyessy-kormány megváltoztatta az eredeti elképzeléseket, és acél helyett vasbetonszerkezetű hídra írt ki pályázatot (ennek okaként az egyszerűbb karbantartás, a párhuzamosan folyó más hídépítések miatti kapacitáshiány, de a Ganz Acélszerkezetek kiszorítása is felmerült). A hidat végül a Hídépítő Zrt. és a Strabag Zrt. Völgyhíd nevű konzorciuma építhette, a kivitelezési szerződést 2004. május 7-én írták alá.
A híd és a pálya szerkezetét mindkét végéről indítva, egyszerre építették: különleges technikai érdekessége, hogy minden pillér kúszózsalus technológiával, toronydarus kiszolgálással, a felszerkezet pedig két támaszon átívelő, hosszirányban mozgatható acél segédhídszerkezeten függő zsaluzókocsikkal, szabadbetonozásos technológiával készült. A kivitelezés közben az építési idő lerövidítése érdekében technológiaváltás történt: a szabadbetonozás helyett az egyes elemeket a helyszínen előregyártották, majd a meglévő szerelőhíd segítségével emelték végleges helyükre. Ehhez a kiemelkedő műszaki alkotáshoz 18,5 kilométernyi cölöp, 26 340 köbméter vasbeton gerenda és 16 620 tonna betonacél kellett. A 16 pillér össztérfogata 15 330 köbméter.
A völgyhíd kivitelezési költsége összesen 51,175 milliárd forintot tett ki. A völgyhíddal együtt átadott teljes 14,2 kilométer hosszú autópálya-szakasz 76 milliárd forintba került, ami a fő híd mellett még egy 300 és egy 168 méteres kis völgyhidat is tartalmaz.
Az ÁSZ jelentése szerint „Az M7 autópálya Zamárdi–Balatonszárszó és az M8 szakaszokon nemzetközileg elismert csúcstechnológiákat alkalmaztak, a Kőröshegyi völgyhíd és a Dunaújvárosi Duna-híd hosszúságát, a pillérek távolságát és magasságát tekintve egyedülálló szerkezeti alkotások.”

## Jellemzők
A híd az M7-es autópálya Zamárdi–Balatonszárszó közötti részén fekszik. Az irányonként két forgalmi sávos hídon 110 kilométer/órás sebességkorlátozás van érvényben, és nincsenek leállósávok.
1872 méter hosszú, legmagasabb pontja a terepszinttől 88 méter, szélessége 23,80 méter. Tizenhat pillére közül a legmagasabb 79,70 méter, s a legalacsonyabb is 17,70 méter, míg a pillérek közti legnagyobb távolság 120 méter (60m/95m/13×120m/95m/60m). A hatalmas pillérek külső hossza 13 méter, szélessége 5,5 méter, belsejük üreges. Két pillérbe liftet is építettek, ezekre a hídvizsgálatok miatt van szükség.
A hídpályáról lefolyó csapadékvizet egy külön e célra készített tározóba vezetik, ahonnan tisztítás után kerül a Kőröshegyi-séd patakba, majd onnan a Balatonba.

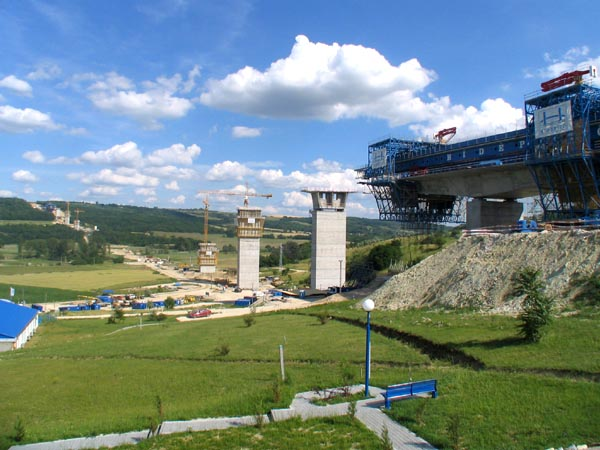
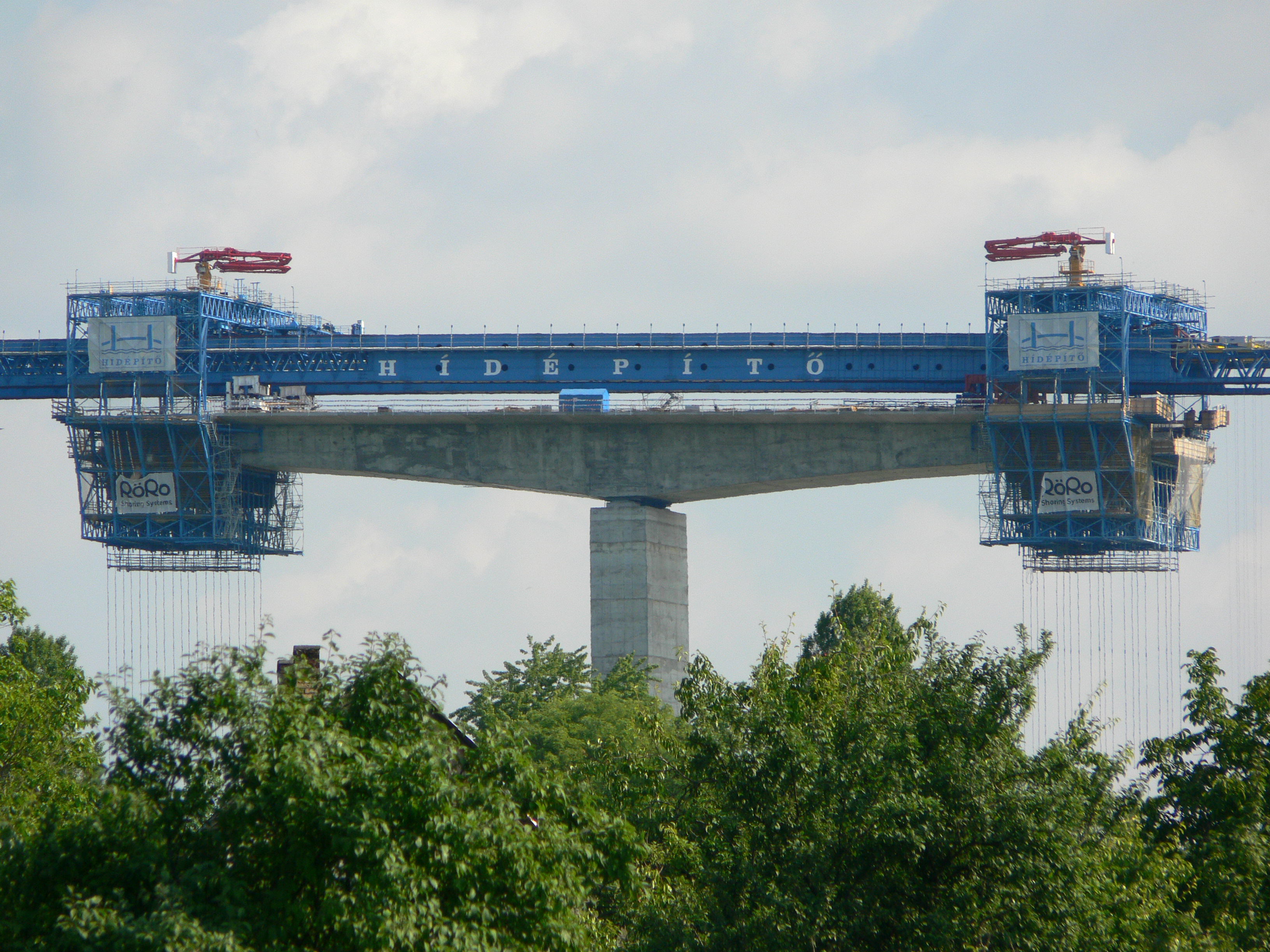
A kőröshegyi völgyhíd építése
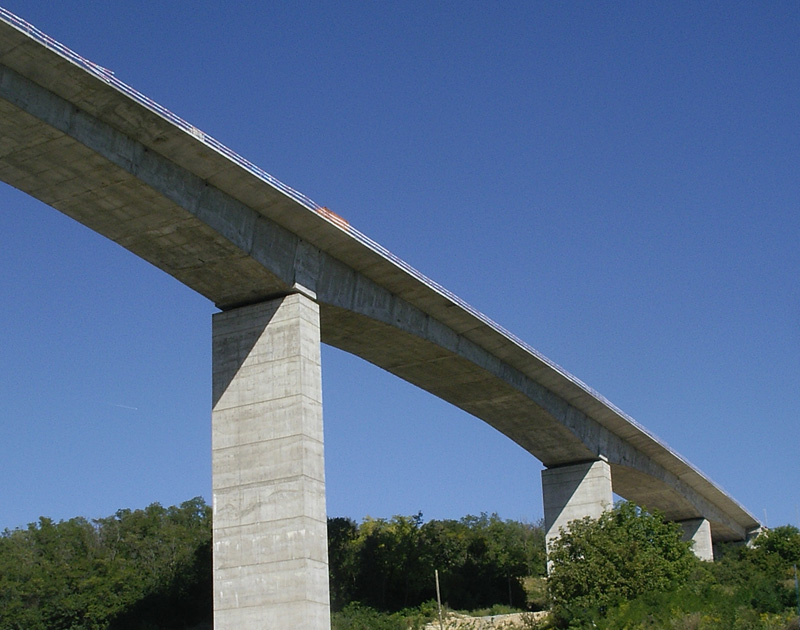
A viadukt
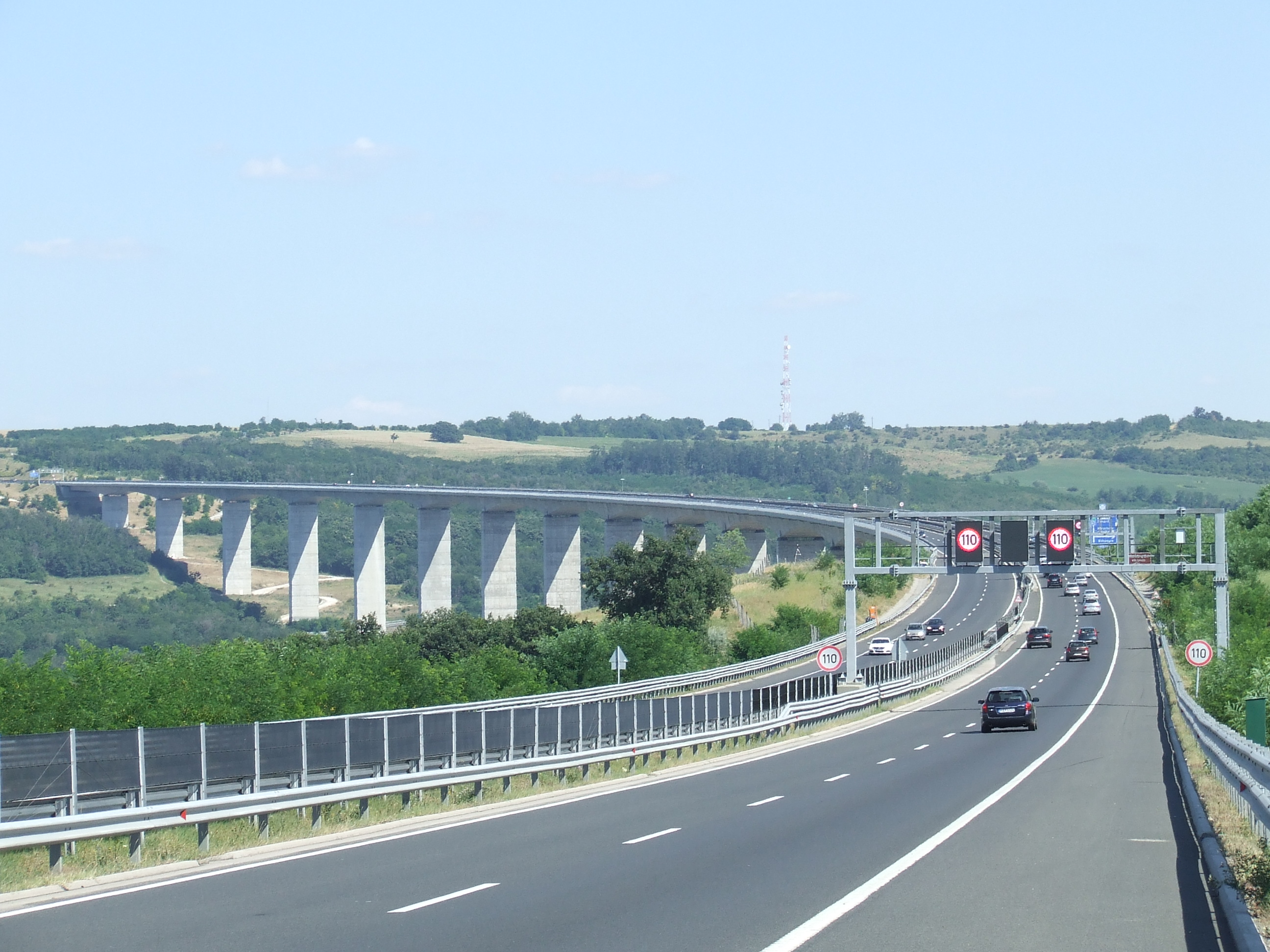
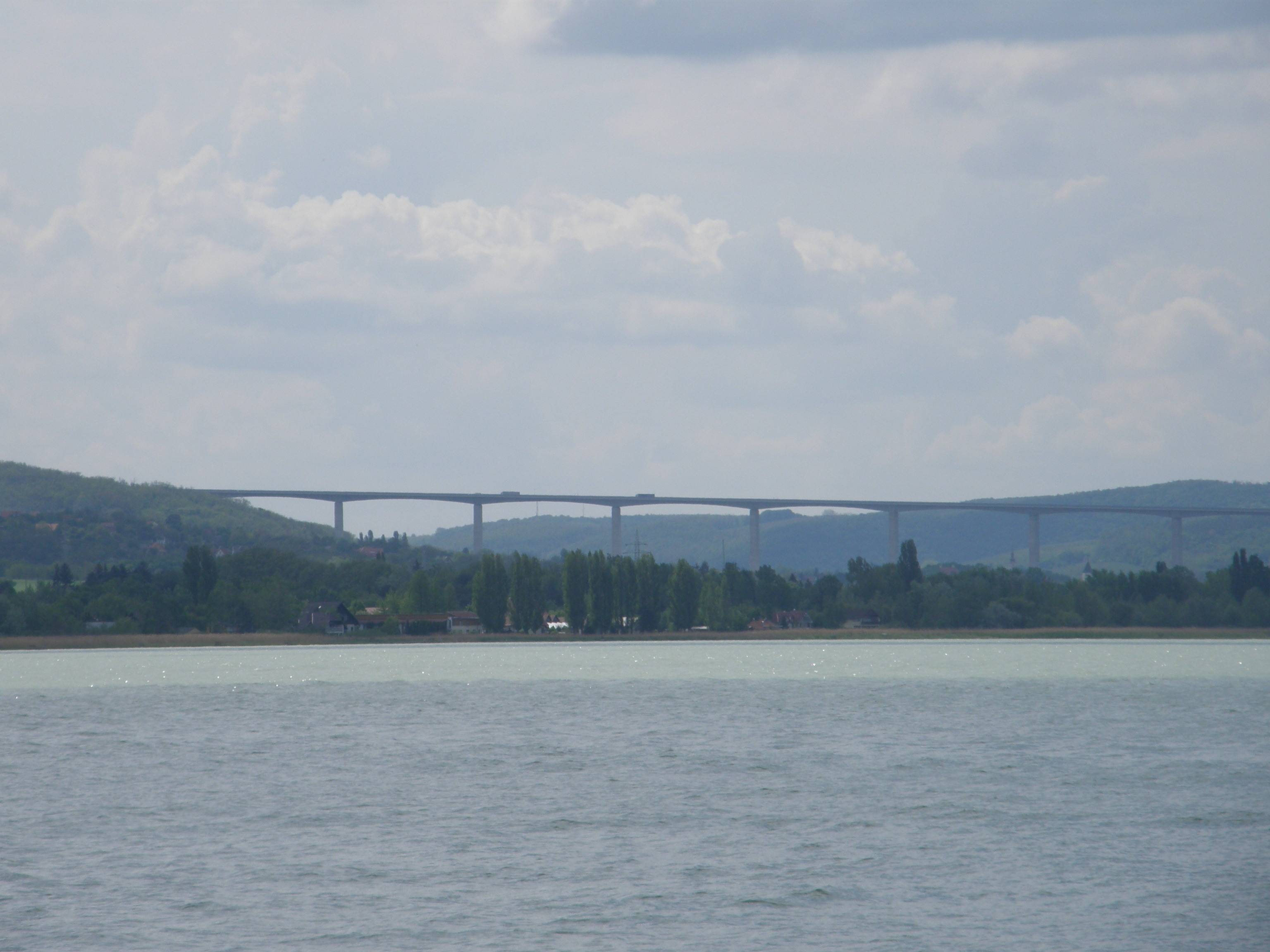
A híd a Balaton felől
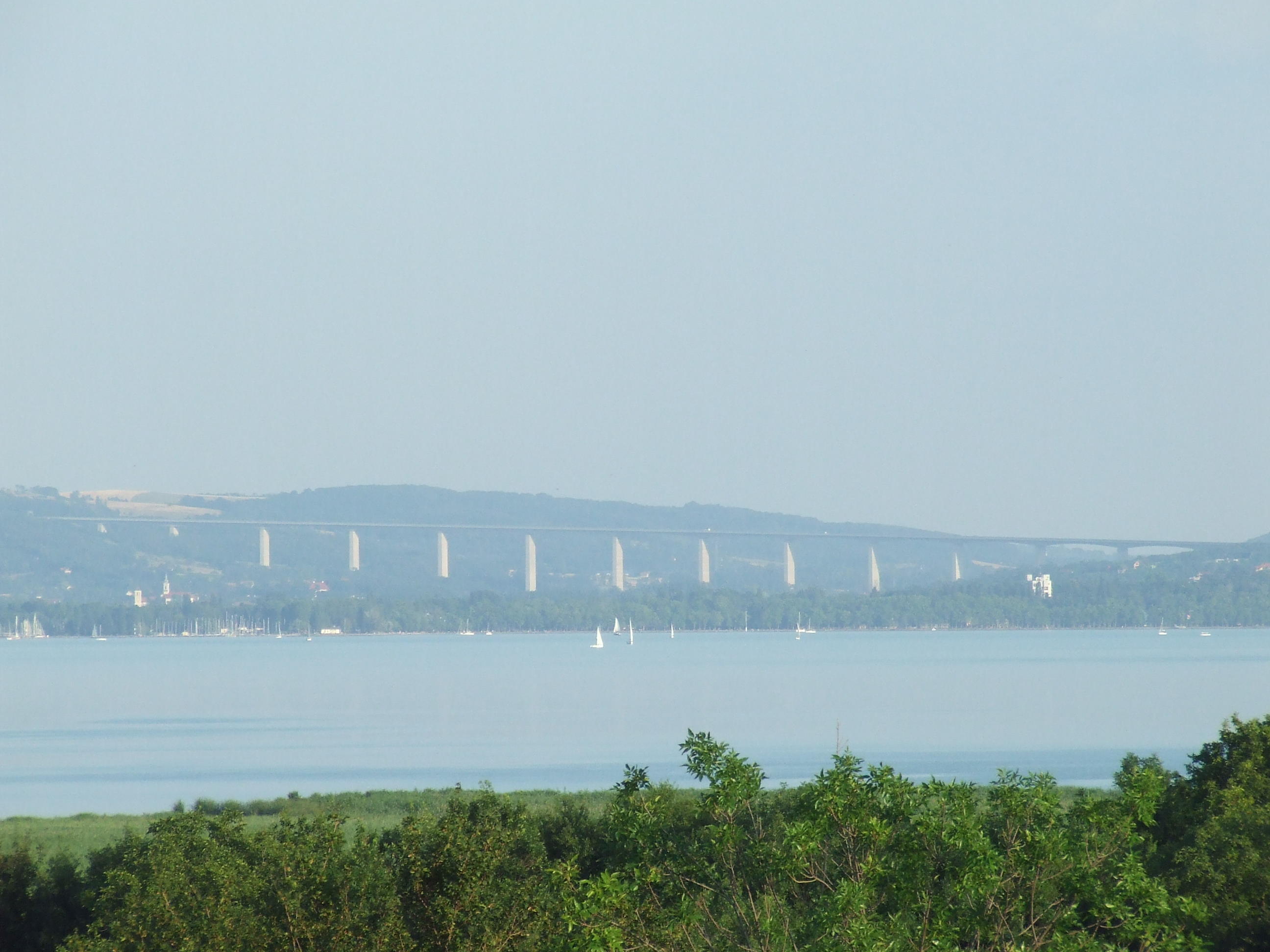
Örvényesről
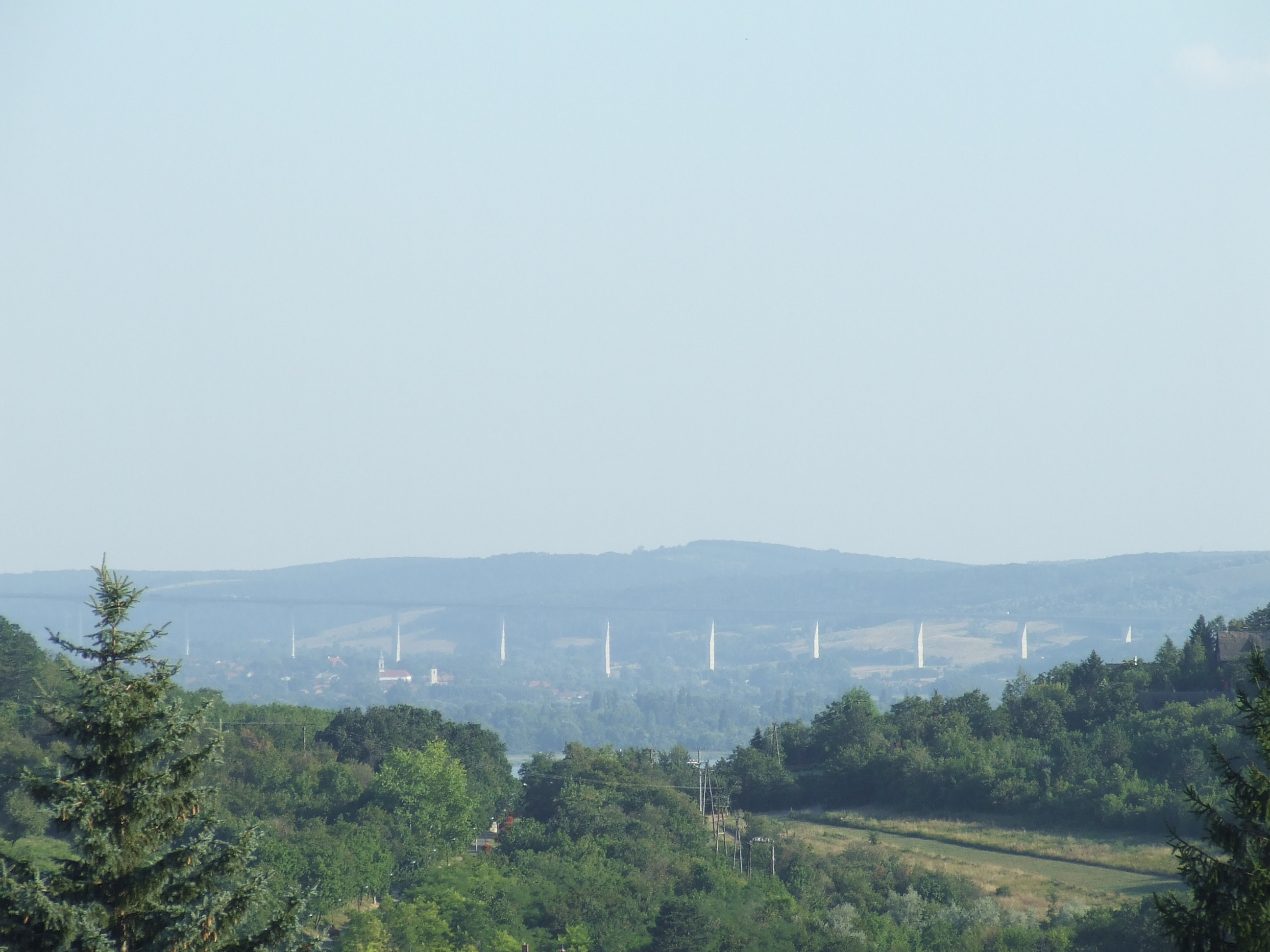
Tihanyból
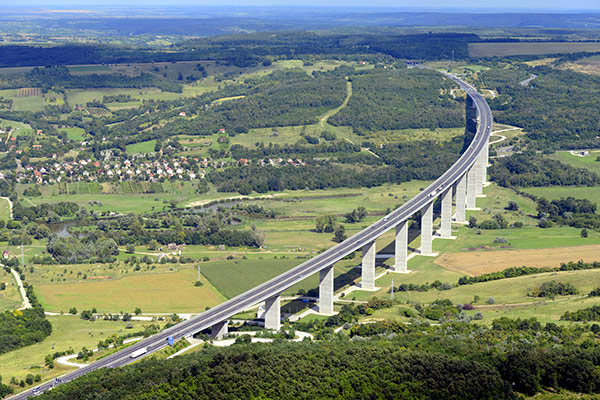
A levegőből
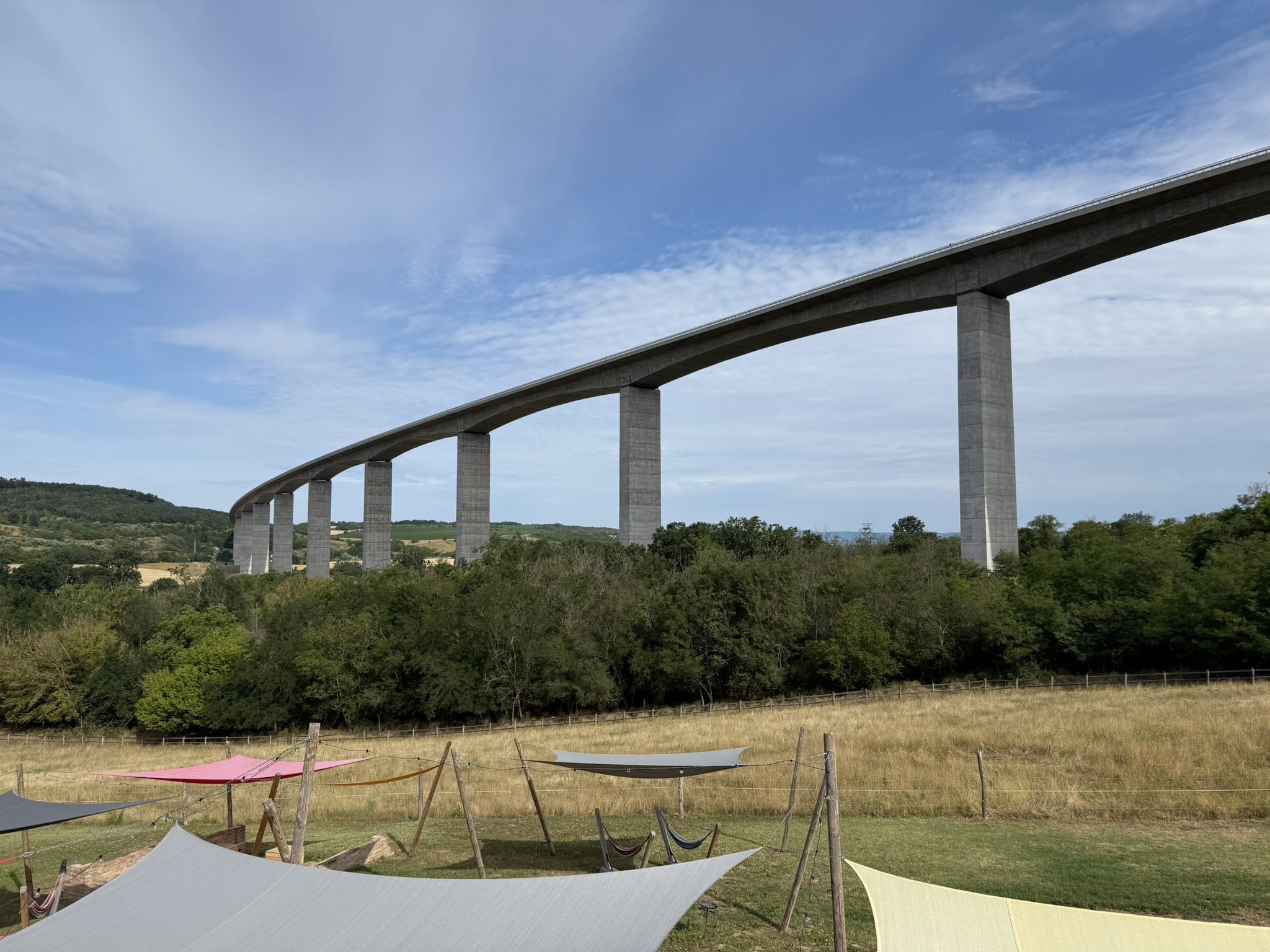
A Völgyhíd Konyha & Rét területéről